# Santiago Crespo (ator)
Santiago Crespo Neira (n. 21 de julho de 1993; Madrid) é um ator espanhol de cinema e televisão.

## Biografia
Nascido em Madrid no dia 21 de julho do ano 1993, Santiago Crespo é um ator espanhol, que debutou no mundo das séries de televisão com a série da Antena 3 Antivicio produzida por Zeppelin TV no ano 2000, série na que participou junto a Pepe Sancho, ator com o que voltou a trabalhar em outra série de televisão, Me conta como passou.
Também atuou com um papel esporádico de um capítulo na série de Telecinco Hospital Central.
Também tem trabalhado em diversos filmes com diretores de cinema como Miguel Albaladejo e Ramón Salazar.
Desde 2001 até 2021 trabalhou na série de TVE Me conta como passou, atuando como Josete, o amigo do protagonista Carlos Alcántara (Ricardo Gómez).

## Filmografia

### Cinema
| Filmes | Filmes             | Filmes           | Filmes            |
| Ano    | Título             | Personagem       | Diretor           |
| ------ | ------------------ | ---------------- | ----------------- |
| 2006   | Arqueología urbana | Mendigo joven    | Marco Denaro      |
| 2005   | A falta de pan     | Niño de la calle | Martín Rosete     |
| 2002   | Rencor             | Tito             | Miguel Albaladejo |
| 2002   | Piedras            | Víctor           | Ramón Salazar     |

### Séries de televisão
| Séries de televisão | Séries de televisão | Séries de televisão | Séries de televisão       |
| Ano                 | Séries              | Personagem          | Diretor                   |
| ------------------- | ------------------- | ------------------- | ------------------------- |
| 2001- 2021          | Cuéntame cómo pasó  | Josete Jiménez      | Miguel Ángel Bernardeau   |
| 2001                | Hospital Central    | Raúl                | Carlos Gil e Jacobo Rispa |
| 2000                | Antivicio           | Javier              | Federico Cueva            |

### Teatro
| Teatro    | Teatro                        | Teatro       | Teatro          |
| Ano       | Séries                        | Autor        | Director        |
| --------- | ----------------------------- | ------------ | --------------- |
| 2006      | Século XX… que estás nos céus | David Desola | Branca Portillo |
| 2015-2016 | A assembleia de mulheres      | Aristófanes  | Juan Echanove   |